# Ciclo do cloro

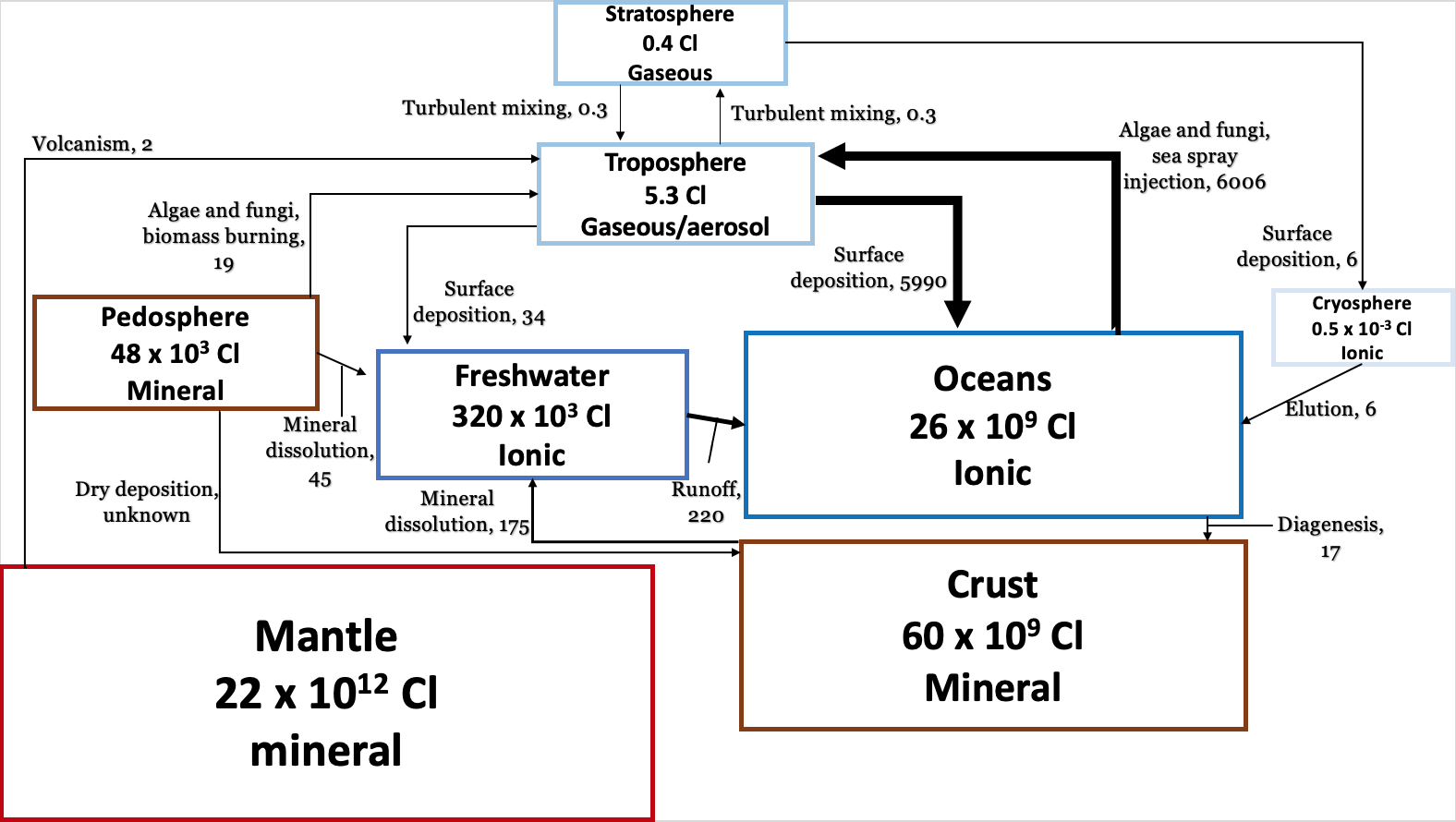
Ciclo biogeoquímico do cloro: o cloro circula pela atmosfera, manto, crosta, pedosfera, criosfera e oceanos na forma de cloreto e cloro orgânico. As setas indicam os fluxos de cloro em Tg (teragrama) por ano. Estimativas também foram feitas sobre o conteúdo de cloro natural nos reservatórios da Terra e a forma em que é armazenado. O manto constitui o maior reservatório de cloro, com 22 x 10^{12} Tg. O cloro circula pela pedosfera por meio de processos bióticos e abióticos, que tornam esse reservatório um sumidouro.

O ciclo do cloro (Cl) é o processo biogeoquímico de circulação do cloro pela atmosfera, hidrosfera, biosfera e litosfera. O cloro é encontrado principalmente na forma de íons cloreto inorgânicos ou em compostos orgânicos clorados. Mais de 5.000 compostos orgânicos clorados produzidos biologicamente já foram identificados.
O ciclo do cloro na atmosfera e a formação de compostos clorados por fontes antropogênicas têm impactos significativos nas mudanças climáticas e na depleção da camada de ozônio. O cloro desempenha papéis essenciais em diversos processos biológicos, incluindo funções importantes no corpo humano. Ele também atua como um cofator essencial em enzimas envolvidas na fotossíntese das plantas.

## Troposfera
O cloro desempenha um papel importante no ciclo atmosférico e no clima, incluindo, mas não se limitando aos clorofluorocarbonetos (CFCs). O principal fluxo de cloro para a troposfera provém do aerossol de sal marinho. Tanto o cloro orgânico quanto o inorgânico são transferidos para a troposfera a partir dos oceanos. A combustão de biomassa é outra fonte de cloro, tanto orgânico quanto inorgânico, para a troposfera a partir do reservatório terrestre. Geralmente, as formas orgânicas de cloro são altamente não reativas e são transferidas da troposfera para a estratosfera. O principal fluxo de cloro da troposfera ocorre por deposição superficial em sistemas aquáticos.

## Hidrosfera
Os oceanos são a maior fonte de cloro na hidrosfera terrestre. Na hidrosfera, o cloro existe principalmente como cloreto devido à alta solubilidade do íon Cl−. A maioria dos fluxos de cloro ocorre dentro da hidrosfera devido à solubilidade e reatividade dos íons cloreto em sistemas aquáticos. A criosfera retém parte do cloro depositado por chuvas e neve, mas a maior parte é eluída [en] para os oceanos.

## Litosfera
O maior reservatório de cloro está na litosfera, onde 2,2 x 1012 kg de cloro global são encontrados no manto terrestre. Erupções vulcânicas liberam esporadicamente altos níveis de cloro como HCl na troposfera, mas a maior parte do fluxo de cloro terrestre provém de fontes marinhas que se misturam ao manto.
O cloro ligado organicamente é tão abundante quanto os íons cloreto nos sistemas de solo terrestres, ou pedosfera. A descoberta de múltiplos genes mediadores de cloro em microrganismos e plantas indica que diversos processos bióticos utilizam cloreto e produzem compostos orgânicos clorados, assim como processos abióticos. Esses compostos clorados podem ser volatilizados ou lixiviados dos solos, tornando o ambiente do solo um sumidouro global de cloro. Diversos procariontes anaeróbicos contêm genes e exibem atividade para a volatilização de compostos orgânicos clorados.

## Processos biológicos
A capacidade do cloro de se dissociar completamente em água é a razão pela qual ele é um eletrólito essencial em muitos processos biológicos. O cloro, junto com o fósforo, é o sexto elemento mais comum na matéria orgânica. As células utilizam cloreto para equilibrar o pH e manter a pressão de turgor em equilíbrio. A alta condutividade elétrica dos íons Cl− é essencial para a sinalização neuronal no cérebro e regula muitas outras funções essenciais em biologia.

## Compostos clorados antropogênicos
Os efeitos de depleção dos clorofluorocarbonetos (CFCs) no ozônio sobre a Antártida têm sido amplamente estudados desde a década de 1980. A baixa reatividade dos CFCs permite que eles alcancem a estratosfera superior, onde interagem com a radiação UV-C, formando íons cloreto altamente reativos que interagem com o metano. Esses íons cloreto altamente reativos também interagem com compostos orgânicos voláteis, formando outros ácidos que deplecionam o ozônio.
O cloro-36 é o isótopo radioativo produzido em muitas instalações nucleares como resíduo. Sua meia-vida de 3,01 x 105 anos, mobilidade na pedosfera e capacidade de ser absorvido por organismos tornaram-no um isótopo de grande preocupação entre os pesquisadores. A alta solubilidade e baixa reatividade do 36
Cl–

 também o tornaram útil para pesquisas sobre o ciclo biogeoquímico do cloro, sendo frequentemente utilizado como marcador isotópico.